# Can't be Stopped
「Can't be Stopped」（キャント・ビー・ストップト）は、Crystal Kayの通算13枚目のシングルで、2003年11月27日発売。

## 概要
- 「Candy」発売から約1ヶ月という速さでリリースした曲で「Candy」の逆バージョンでもある。
- 「Can't be Stopped」発売と同時にCrystal Kayの4枚目のアルバム『4 REAL』が発売。アルバムと同時にリリースするシングルは、アルバム『almost seventeen』のときに同時リリースしたシングル「Girl U Love」以来である。

## 収録曲
1. Can't be Stopped
  - 作詞：西尾佐栄子／作曲：Andreas Levander、Jonas Nordelius、Marcus Dermulf／編曲：OCTOPUSSY
2. Boyfriend acoustic version
3. Can't be Stopped（英語）